# Madonne-et-Lamerey
Madonne-et-Lamerey är en kommun i departementet Vosges i regionen Grand Est (tidigare regionen Lorraine) i nordöstra Frankrike. Kommunen ligger i kantonen Dompaire som tillhör arrondissementet Épinal. År 2022 hade Madonne-et-Lamerey 407 invånare.

## Befolkningsutveckling
Antalet invånare i kommunen Madonne-et-Lamerey
| Referens: INSEE |